# Fausto Cleva
Fausto Cleva (Trieste, 17 maggio 1902 – Atene, 6 agosto 1971) è stato un direttore d'orchestra italiano naturalizzato statunitense.

## Biografia
Dopo gli studi presso il Conservatorio Giuseppe Tartini della città natale e al Conservatorio Giuseppe Verdi di Milano, debuttò nell'aprile 1920, a diciassette anni, ne La traviata  al Teatro Carcano di Milano. Fu poi maestro del coro al Teatro Donizetti di Bergamo, prima di emigrare nello stesso anno negli Stati Uniti, diventando cittadino americano nel 1931.
Iniziò subito l'attività al Metropolitan Opera come assistente maestro del coro e per vent' anni fu direttore d'orchestra assistente, poi direttore del coro e ripetitore, prima di debuttare come direttore nel febbraio del 1942 con Il barbiere di Siviglia. Diresse poi alla San Francisco Opera tra il 1949 e il 1955 e fu direttore musicale della Cincinnati Opera dal 1934 al 1963. Dal 1944 al 1946 fu direttore musicale della Chicago Opera Company.
Nel novembre 1950 ritornò al Metropolitan, iniziando una presenza ininterrotta fino al giugno 1971, dirigendo 657 rappresentazioni per un totale di ventisette titoli, soprattutto del repertorio italiano e francese. Fece inoltre apparizioni all'Opera reale svedese e al Festival di Edimburgo nel 1959, alla Wiener Staatsoper nel 1961, al Teatro Regio di Parma nel 1964, a Montecarlo nel 1968.
Morì improvvisamente a 69 anni per un attacco cardiaco durante una recita di Orfeo ed Euridice al Teatro di Erode Attico di Atene.

## Discografia
- Pagliacci, con Richard Tucker, Lucine Amara, Giuseppe Valdengo - Columbia 1951
- Faust, con Eugene Conley, Cesare Siepi, Eleanor Steber - Columbia 1951
- Lucia di Lammermoor, con Lily Pons, Richard Tucker - Columbia 1954
- Rigoletto, con Robert Merrill, Roberta Peters, Richard Tucker - dal vivo Met 1956 Sony
- Andrea Chénier, con Louis Sgarro, Zinka Milanov, Leonard Warren, Rosalind Elias - dal vivo Met 1957 ed. Archipel
- La Gioconda, con Zinka Milanov, Gianni Poggi, Leonard Warren, Nell Rankin, Cesare Siepi - dal vivo Met 1957
- Otello, con Mario del Monaco, Victoria de los Ángeles, Leonard Warren - dal vivo Met 1958
- Il trovatore, con Carlo Bergonzi, Antonietta Stella, Ettore Bastianini, Giulietta Simionato - dal vivo Met 1960 - ed. Myto
- Il trovatore, con Franco Corelli, Leontyne Price, Mario Sereni, Irene Dalis - dal vivo Met 1961 Sony
- Luisa Miller, con Anna Moffo, Carlo Bergonzi, Cornell MacNeil, Giorgio Tozzi, Shirley Verrett, Ezio Flagello - RCA 1965
- Tosca, con Maria Callas, Franco Corelli, Tito Gobbi - dal vivo Met 1965 ed. Melodram
- La Wally, con Renata Tebaldi, Mario Del Monaco, Piero Cappuccilli - Decca 1968